# Element HTML
HTML element je osnovni gradnik vsakega dokumenta HTML in določa, na kakšen način naj se prikaže njegova vsebina. S pomočjo gnezdenja so HTML dokumenti oblikovani v drevo HTML elementov. Vsak element ima lahko opredeljene lastnosti (atribute). Elementi imajo lahko tudi vsebino, vključno z drugimi elementi in besedilom. HTML elementi predstavljajo semantiko (določa pomen posameznih besed oz. značk). Na primer, element title predstavlja naslov dokumenta.
Opis vsakega elementa je v splošnem sestavljen iz treh delov: iz začetne značke, vsebine in končne značke. Začetna in končna značka se pričneta z znakom <, končata z znakom >, vmes pa je zapisano ime elementa. V končni znački je pred imenom še znak /. V začetni znački lahko za imenom določimo lastnosti elementa. Za vsako lastnost napišemo presledek, njeno ime, znak = in vrednost lastnosti (v narekovajih). Na primer, odstavek, ki je predstavljen z elementom p, bo zapisan kot
```
<
p
>
V HTML skladnji (sintaksi), je večina elementov napisanih  ...
</
p
>

```

Kakorkoli, vsi elementi ne zahtevajo zaključnih značk ali celo začetnih značk. Nekateri elementi, tako imenovani elementi brez vsebine (void elementi) nimajo končne značke. Tipičen primer je element br, ki predstavlja prelom vrstice, kot je to v pesmi ali v naslovu. Na primer, naslov zobozdravnika v filmu Iskanje malega Nema bo zapisan kot
```
<
p
>
P. Sherman
<
br
>
42 Wallaby Way
<
br
>
Sydney
</
p
>

```

Mnogim elementom se lahko priredi dodatne lastnosti (atribute), ki so opredeljene v začetni znački in podrobneje določajo. Na primer, element abbr, ki predstavlja kratico, pričakuje lastnost title. To bo zapisano kot
```
<
abbr
 
title
=
"Hyper Text Markup Language"
>
HTML
</
abbr
>

```

## Pregled

### Skladnja (sintaksa)
- Začetna značka: <p ... >
  - Lastnost (atribut):
    - ime: class
    - vrednost: foo
- Vsebina: To je odstavek.
- Zaključna značka: </p>

Elementi imajo običajno začetno in končno značko, čeprav sta lahko pri nekaterih elementih izpuščeni. Sestavljajo se na podoben način:
- začetna značka (<tag>) označuje začetek elementa in lahko vsebuje večje število lastnosti;
- nekaj vsebine, vključno s tekstom in drugimi elementi;
- končna značka, v kateri je pred imenom elementa poševnica: </tag>.

Elementi brez vsebine imajo le začetno značko, ki vsebuje le lastnosti. Primer elementa brez vsebine je element link, za katerega velja sintaksa
```
<
link
 
rel
=
stylesheet
 
href
=
fancy.css
 
type
=
"text/css"
>

```

Rel=stylesheet nakazuje, da bo to dokument, ki bo določal stil nečesa v dokumentu. Type="text/css" pove brskalnikom, da bo ta dokument tekstovna css datoteka. Href=fancy.css pa pove, kje se nahaja CSS datoteka. V klasičnem HTML lahko vrednosti posameznih lastnosti v začetnih značkah pišemo v narekovajih (enojnih ali dvojnih), ni pa nujno, razen če vrednost lastnosti vsebuje kakšen presledek. Na drugi strani pa, ko se uporablja sintaksa XML (XHTML), morajo vse lastnosti biti vključene med narekovaje; končna značka pa mora vsebovati tudi poševnico:
```
<link
 
rel=
"stylesheet"
 
href=
"fancy.css"
 
type=
"text/css"
 
/>

```

Lastnosti (atributi) določajo želeno obnašanje ali označujejo dodatne lastnosti elementa. Večina lastnosti zahteva vrednost. V HTML-ju so lahko narekovaji opuščeni, če ne vključujejo (name=vrednost); lahko so v enojnih ali dvojnih narekovajih (name='vrednost' ali name="vrednost"). V XML so ti narekovaji obvezni. Na drugi strani boolean lastnosti ne potrebujejo opredeljene vrednosti. Primer za checked kontrolna okna (checkbox):
```
<
input
 
type
=
checkbox
 
checked
>

```

V sintaksi XML, mora biti name ponovljeno kot vrednost:
```
<input
 
type=
"checkbox"
 
checked=
"checked"
 
/>

```

Klasični HTML v značkah ne razlikuje med malimi in velikimi črkami, torej lahko imena elementov, imena njihovih lastnosti in tudi same vrednosti pišemo z malimi črkami, velikimi črkami ali pa celo kombinirano.

### Standardi za elemente
HTML elementi so opredeljeni v seriji prosto dostopnih standardih, ki se izdajajo od leta 1995 naprej, prvotno Internet Engineering Task Force (IETF) in kasneje World Wide Web Consortium (W3C).
Od zgodnjih 1990-tih, so razvijalci uporabniških agentov (kot so spletni brskalniki) pogosto razvijali lastne elemente, ki so jih standardi kasneje tudi prevzeli. Drugi uporabniški agenti včasih teh ne-standardiziranih elementov ne prepoznajo in jih ignorirajo ali prikažejo nepravilno.
V letu 1998, je XML (poenostavljena oblika SGML) predstavil mehanizme, ki dovoljujejo vsakomur razvoj lastnih elementov in njihovo vključevanje v XHTML dokumente, za uporabo v za XML-pripravljenih uporabniških agentov.
Kasneje je bil HTML 4.01 napisan v XML-kompatibilni obliki, XHTML 1.0 (eXtensible HTML).

## Elementi za strukturiranje dokumenta
<html>...</html>

Korenski element HTML dokumenta; vsi ostali elementi so vključeni znotraj tega elementa.
Ta element pregledovalniku sporoči, da datoteka vsebuje oznake in elemente HTML jezika.
Standardizirano v HTML 2.0.
<head>...</head>

Vsebuje razne pomožne informacije in metapodatke za HTML dokument. Določi se lahko naslov (ta se prikaže v naslovni vrstici brskalnika), ključne besede (te uporabljajo razni iskalniki), način kodiranja (ta določa, na kakšen način so zapisani znake, ki jih ni v tabeli ASCII), obliko posameznih elementov, vključevanje pomožnih datotek ...
Standardizirano v HTML 2.0.
(Glej Elementi glave dokumenta za podrejene elemente.)
<body>...</body>

Vsebuje vsebino, ki je prikazana s pregledovalnikom spletnih strani.
Standardizirano v HTML 2.0.
(Glej Elementi glave dokumenta za podrejene elemente.)

## Elementi glave dokumenta
<base>

Določa osnovni URL za vse relativne href in druge povezave v dokumentu. Element base se nahaja znotraj elementa head in to pred elementi na katere se nanaša - na zunanje slike, predmete, slogovne predloge. HTML dovoljuje le en base element za vsak dokument. Element base vsebuje lastnosti in je brez vsebine.
Razvojna verzija BASE je omenjena v HTML Tags; standardizirano v HTML 2.0.
<basefont> (nezaželeno)

Določa osnovno velikost, barve osnovnega tipa črk HTML dokumenta. Uporablja se skupaj s font elementi.
Standardizirano v HTML 3.2; nezaželeno v HTML 4.0 Transitional; napačno v HTML 4.0 Strict.
<isindex> (nezaželeno)

Element isindex se lahko pojavi ali v glavi ali v telesu dokumenta, toda samo enkrat. Namenjen je označevanju dokumenta kot indeks, ki ga uporabnik išče (ko je dokument iskalni).
<link>

Opredeli povezave na druge dokumente, kot sta previous in next povezavi, ali druge verzije. Običajna uporaba je povezava na zunanje stilske podloge (ang. stylesheet), v formatu:
<link rel="stylesheet" type="text/css" href="url" title="opis_stila">
Manj znana, toda pomembna uporaba je zagotavljanje navigacijskih namigov s pomočjo uporabe mikroformatov. Določenih je več splošnih relacij, ki so dostopne uporabnikom preko vmesnika brskalnika in ne direktno na spletni strani.
<link rel="next" href="url">
Element head lahko vsebuje katerokoli število link elementov. Element link vsebuje lastnosti in je brez vsebine.
LINK je obstajal v HTML Internet Draft 1.2, standardizirano v HTML 2.0.
<meta>

Uporablja se lahko za določanje dodatnih metapodatkov o dokumentu, kot so ključne besede, kratek povzetek strani, jeziki v katerem je napisana vsebina, geografska pozicija, ikona strani, datum veljavnosti in druge informacije. Podatki, shranjeni v meta elementih, niso vidni na spletni strani. Uporabi se lahko več različnih meta značk, ki so vse gnezdene v elementu head. Namen vsakega meta elementa je določen s svojimi lastnostmi.
V tem formatu, lahko elementi meta določijo HTTP glave, ki jih bo poslal spletni strežnik pred aktualno vsebino, na primer :
<meta http-equiv="Content-Language" content="sl-SI">
— ta element je namenjen sporočanju vrste jezika brskalnikom. Zgornji primer je za slovenski jezik.
V splošnem formatu, element meta opredeli name in povezane content lastnosti, ki opisujejo videz HTML strani. Za preprečevanje nejasnosti je na razpolago tudi neobvezna tretja lastnost scheme, ki imenuje shemo, ki je uporabljena za interpretiranje ključa in njegove vrednosti, na primer:
<meta scheme="ISBN" name="identifier" content="0-8230-2355-9">
Standardizirano v HTML 2.0.
<object>...</object>

Namenjen je vstavljanju predmetov (kot so komponente ActiveX, apleti, slikovni zemljevidi, predvajalniki, animacije Flash in še drugi vstavki) v dokument HTML in za zagotavljanje nujnih informacij za njihovo delovanje. Na primer lahko se določi lokacija in vrsta izvršljive kode za predmet in lokacija in vrsta datoteke. Čeprav se redko uporablja znotraj elementa head, se potencialno lahko uporabi za pridobitev tujih podatkov in njihovo povezavo z dokumentom.
Standardizirano v HTML 4.0.
<script>...</script>

Uporablja se za vstavljanje kode v glavi in v telesu dokumenta HTML ali za povezovanje na zunanjo kodo z neobvezno lastnostjo src. V telesu dokumenta se uporablja tudi za dinamično generacijo blokovne ali vrstične vsebine.
Standardizirano v HTML 3.2.
<style>...</style>

Ustvari pravila za slogovne predloge v HTML dokumentu, običajno v obliki:
<style type="text/css"> ... </style>
Uporablja se lahko tudi za povezovanje na zunanje slogovne predloge - na primer, v CSS, z @import v formatu:
<style> @import url; </style>
Standardizirano v HTML 3.2.
<title>...</title>

Določi se naslov dokumenta. Zahtevan je v vsakem HTML in XHTML dokumentu. Uporabniški agenti lahko uporabljajo title na več različnih načinov. a primer:
- Spletni brskalniki ga običajno prikažejo v naslovni vrstici okna, ko je le-to odprto in (kadar je to ustrezno) v opravilni vrtstici, ko je okno skrito (minimizirano).
- Pri shranjevanju strani je to lahko prednastavljeno ime shranjene strani.
- Uporabljajo ga spletni iskalniki.

Element title ne sme vsebovati drugih elementov, vsebuje lahko le tekst. V dokumentu lahko obstaja le en title element.
TITLE je obstajal v HTML Tags, standardizirano v HTML 2.0.

## Elementi telesa dokumenta
V grafičnih brskalnikih se elementi lahko prikažejo blokovno ali vrstično. Medtem ko so vsi elementi del zaporedja dokumenta, se blokovni elementi prikazujejo znotraj starševskih elementov.
Vrstični elementi so del toka teksta dokumenta; nimajo robu, nastavljive širine ali višine in ne prelamljajo vrstic.

### Blokovni elementi
Blokovni elementi (angl. (block elements) so podobni odstavkom, kar pomeni, da se njihova vsebina vedno prične na začetku nove vrstice in lahko zasede več vrstic. Običajno še dodajo prazen prostor pred in za elementom.

#### Osnovno besedilo
<p>...</p>

Ustvari odstavek (angl. paragraph).
P je obstajal v HTML Tags, standardizirano v HTML 2.0.
<h1>...</h1>

<h2>...</h2>

<h3>...</h3>

<h4>...</h4>

<h5>...</h5>

<h6>...</h6>

Z elementom H (angl. heading - naslov) se besedilo razdeli v poglavja. Naslovi se v HTML kreirajo z elementi od <h1> do <h6>. <h1> je glavni naslov najvišjega nivoja, <h2> en nivo nižje (podnaslov), itd.
Večina grafičnih spletnih brskalnikov prikazuje naslove z večjimi črkami in poudarjeno, čeprav se to lahko razveljavi z CSS. Naslovov ne uporabljamo za oblikovanje velikosti pisave, temu služijo slogovne predloge CSS. Namenjeni so strukturi in organizaciji dokumenta. Naslovi se obnašajo podobno kot odstavki. Z ustvarjenim novim naslovom bo izveden avtomatski skok v novo vrstico, prav tako razmik pri naslovu. Nekateri programi jih uporabijo za generacijo kazala vsebine.
Headings je obstajal v HTML Tags, standardizirano v HTML 2.0.

#### Seznami
Urejeni, oštevilčeni ali neoštevilčeni podatki se lahko zložijo v sezname.
<dl>...</dl>

Seznam definicij (angl. definition list) v katerega se zapišejo elementi seznama in njihove definicije.
DL je obstajal v HTML Tags, standardizirano v HTML 2.0.
<dt>...</dt>

Element seznama, ki ga želimo definirati (ang. definition term) v seznamu definicij.
DT je obstajal v HTML Tags, standardizirano v HTML 2.0.
<dd>...</dd>

Definicija elementa v seznamu definicij.
DD je obstajal v HTML Tags, standardizirano v HTML 2.0.
<ol>...</ol>

Urejen seznam (angl. ordered (enumerated) list). Urejen seznam ima v vsaki vrstici neko vrednost, ki narašča. Ta vrednost je lahko številska ali črkovna. Lastnost type se lahko uporabi za tip številčenja, toda slogovna predloga ima na voljo več možnosti: {list-style-type: foo}. Prednastavljena vrednost so arabske številke.
OL je obstajal v HTML Internet Draft 1.2, standardizirano v HTML 2.0.
<ul>...</ul>

Neurejen seznam (angl. unordered (bulleted) list). Za določitev oznak v seznamih se lahko uporabi slogovna predloga: {list-style-type: foo}. Prednastavljena oznaka je disc (zapolnjeni krogec).
UL je obstajal v HTML Tags, standardizirano v HTML 2.0.
<li>...</li>

Seznam (angl. list) postavk v urejenem (ol) ali neurejenem (ul) seznamu.
LI je obstajal v HTML Tags, standardizirano v HTML 2.0.
<dir>...</dir> (nezaželeno)

Imenik (angl. directory) je podoben elementu ul s katerim se izdela neoštevilčen seznam. Uporablja se za prikaz elementov, ki niso daljši kot 24 znakov. Izvorni namen tega elementa ni bil nikoli širše podprt; nezaželeno v prid <ul>.
DIR je obstajal v HTML Tags, standardizirano v HTML 2.0; nezaželeno v HTML 4.0 Transitional; napačno v HTML 4.0 Strict.

#### Drugi blokovni elementi
<address>...</address>

Določa kontaktne informacije dokumenta (ime in priimek avtorja, e-pošta, naslov...). Naslov je oblikovan z nagnjeno pisavo.
ADDRESS je obstajal v HTML Tags, standardizirano v HTML 2.0.
 
<blockquote>...</blockquote>

Za navajanje (citiranje) ima HTML dva elementa. Element blockquote je namenjen daljšim navedbam (element je blokovni) in je nekoliko odmaknjen od levega in desnega roba. Za krajše pa je primernejši element q (vrstični element).
Viru se lahko doda lastnost cite, ki mora biti v polnem URI formatu.
Prednastavljen način prikaza blokovnega navedka v grafičnih brskalnikih je odmik od obeh robov.
BLOCKQUOTE je obstajal v HTML Internet Draft 1.2, standardizirano v HTML 2.0.
<center>...</center>

Ustvari blokovni tip besedila poravnan v sredini. Element je nezaželen v prid <div> ali kakemu drugemu elementu z možnostjo sredinske poravnave.
Standardizirano v HTML 3.2.
<del>...</del>

Uporablja se za označevanje izbrisanega besedila. Ta element se lahko uporablja tudi vrstično.
Standardizirano v HTML 4.0.
<div>...</div>

Določa splošen blokovni element, ki omogoča uporabo slogov (CSS) nad njegovo vsebino.
Predlagano v HTML 3.0 Drafts; standardizirano v HTML 3.2.
<hr>

Vodoravna črta (angl. horizontal rule), ki sega od levega do desnega roba pregledovalnika. Črte se lahko rišejo tudi z uporabo slogov (CSS).
Standardizirano v HTML 2.0.
<ins>...</ins>

Označuje dodano besedilo. Ta element se lahko uporablja tudi vrstično.
Standardizirano v HTML 4.0.
<noscript>...</noscript>

Uporablja se prikazovanje nadomestne vsebine v brskalnikih, ki ne prepoznajo elementa script, ki ne prepoznajo skriptnega jezika ali kadar je izvajanje skriptov onemogočeno. Za razliko od script se lahko ta element uporablja le kot blokovni.
Standardizirano v HTML 4.0.
<pre>...</pre>

Neoblikovano besedilo (angl. preformatted). To je posebna vrsta odstavka, kjer so vsi presledki, tabulatorji in znaki za novo vrstico pomembni. Znotraj tega elementa brskalnik ne naredi preloma, ko mu zmanjka prostora v tekoči vrstici. Učinek tega elementa je uporaba pisave, kjer so vsi znaki enake širine. (Z CSS: {white-space: pre; font-family: monospace;}). Ta element lahko vsebuje katerikoli vrstični element, razen: slike (IMG), objekta (OBJECT), velikost črk (BIG, SMALL), nadpisano (SUP) in podpisano (SUB).
Na primer: Poljubno     oblikovano   besedilo.
PRE je obstajal v HTML Internet Draft 1.2, standardizirano v HTML 2.0.
<script>...</script>

Značka script je uporabljena za vstavljanje kode v glavi in v telesu dokumenta HTML.
Opomba: SCRIPT sam ni ne blokovni ne vrstični element; sam se ne izpisuje, lahko pa vsebuje navodila za dinamično generiranje blokovne in/ali vrstične vsebine.
Standardizirano vHTML 3.2.

### Vrstični elementi
Vrstični elementi (ang. inline, text-level) se ne morejo umestiti direktno v element body; v celoti morajo biti gnezdeni znotraj blokovnih elementov. Elementi so vrstični, če se prikaz nadaljuje v isti vrstici. Takšni elementi ne dodajo prehod v novo vrsto niti praznega prostora okoli elementa.

#### Sidro
<a>...</a>

Element aktivna povezava (angl. anchor) je svoje ime dobil, ker so ga spletni programerji uporabljali kot sidro na URL nekega besedila na spletni strani. S klikom na povezavo se uporabnik "preseli" na drugo mesto v spletu.
Z lastnostjo href (hypertext reference ), povezava postane hiperpovezava na drug del istega dokumenta ali drugega (zunanjega) vira (npr. spletne strani) z uporabo URL-ja.
Alternativno (in včasih hkrati) z določeno lastnostjo name ali id, element postane ciljna povezava. Uniform Resource Locator lahko poveže ta cilj preko fragment identifier.
Lastnost title poda kratko informacijo o povezavi:
<a href="URL" title="dodatna informacija">besedilo povezave</a>
A je obstajal v HTML Tags, standardizirano v HTML 2.0.

#### Elementi za način prikaza izraza

##### Splošno
<abbr>...</abbr>

Označi kratice, okrajšave daljših besed ali izrazov. Lastnost title se običajno uporabi za razlago celotnega izraza:
<abbr title="abbreviation">abbr.</abbr>
Standardizirano v HTML 4.0.
<acronym>...</acronym> (nezaželeno)

Uporablja se za označevanje kratic, ki so običajno narejene iz prvih črk besed (kar ni nujno za abbr):
<acronym title="Hyper-Text Markup Language">HTML</acronym>
Standardizirano v HTML 4.0; nepodprto v HTML5.
<dfn>...</dfn>

Vrstična predstavitev opisa definicije. Besedilo je običajno prikazano v poševni pisavi.
<dfn>HTML</dfn> je kratica za Hyper Text Markup Language.
DFN je obstajal v HTML Internet Draft 1.2, v celoti standardizirano v HTML 3.2.
<em>...</em>

Poudarjeno (angl. emphasis) se uporablja za poudarjanje besedila. Običajno je izpisano v poševni pisavi.
Primer: Besedo v stavku lahko poudarimo s pomočjo ukaza EM.
EM je obstajal v HTML Internet Draft 1.2, standardizirano v HTML 2.0.
<strong>...</strong>

Element strong poudari besedilo, ki bo izpisano s krepko pisavo.
Primer: Z ukazom STRONG uporabnika opozorimo na neki izraz.
STRONG je obstajal v HTML Internet Draft 1.2, standardizirano v HTML 2.0.

##### Elementi za način prikaza računalniških fraz
Ti elementi so prvenstveno uporabni za označevanje dela programske kode (<code>), spremenljivk izvorne kode (<var>), vnosa uporabnika (<kbd>) in terminalski izpis (<samp>).
<code>...</code>

Koda računalniških programov. Običajno je besedilo izpisano s črkami enake širine (angl. monospace font).
Primer: Košček kode in matematične enačbe 1-1=0.
CODE je obstajal v HTML Internet Draft 1.2, standardizirano v HTML 2.0.
<samp>...</samp>

Element samp je namenjen označbi besedila, s katerim se obiskovalcu strani predstavi nek primer, npr. krajšega izpisa iz programa ali skripta. Besedilo je prikazano v posebni obliki pisave, običajno je tipa monospaced.
Primer: Z ukazom SAMP se uporabniku predstavi nek primer.
SAMP je obstajal v HTML Internet Draft 1.2, standardizirano v HTML 2.0.
<kbd>...</kbd>

Označuje besedilo, s katerim se uporabnika opozori na vnašanje podatkov prek tipkovnice (angl. KeyBoarD).
Primer: Nasvet uporabniku kaj naj vtipka.
KBD je obstajal v HTML Internet Draft 1.2, standardizirano v HTML 2.0.
<var>...</var>

Element var je namenjen za označitev spremenljivke (angl. variable) ali argumenta programa v programski kodi. Besedilo prikaže v nagnjeni pisavi.
VAR je obstajal v HTML Internet Draft 1.2, standardizirano v HTML 2.0.

##### Vizualna predstavitev
Ker se vizualno predstavitveni označevalec nanaša le na grafične vmesnike, se njihova uporaba se ne spodbuja. Namesto tega naj se uporablja ustrezni CSS. Nekaj teh elementov je v HTML 4 / XHTML 1.0 napačnih ali nezaželenih, ostali pa so napačni v trenutni delovni verziji XHTML 2.0. Kakorkoli, delovna verzija HTML 5 ponovno vključuje <b>, <i>, <u> in <small>, vsakemu pa je dodeljen nov pomen. V HTML 5 dokumentu uporaba teh elementov ni več preprečevana, s tem da mora element imeti ustrezen pomen.
<b>...</b>

V HTML 4, postavi font na boldface kjer je to primerno. Ustrezni CSS: {font-weight: bold}. <strong>...</strong> ima običajno isti učinek v grafičnih brskalnikih.
V HTML 5 ima b pomen različen od strong. Označuje "besedilo na katerega se želi opozoriti zaradi uporabnosti, ki nima posebne važnosti in brez vključevanja alternativnega glasu ali razpoloženja."
B je obstajal v HTML Internet Draft 1.2, standardizirano v HTML 2.0.
<i>...</i>

V HTML 4, postavi font na italic kjer je to primerno. Ustrezni CSS: {font-style: italic}. <em>...</em> ima običajno isti učinek v grafičnih brskalnikih.
V HTML 5 ima i pomen različen od em. Označuje "drugačno kvaliteto besedila" ali "alternativni glas ali razpoloženje"—tj., misel, ime ladje, dvočlensko poimenovanje vrst, izraz v tujem jeziku, itd.
I je obstajal v HTML Internet Draft 1.2, standardizirano v HTML 2.0.
<u>...</u>

V HTML 4, podčrtano (angl. underlined) besedilo. Ustrezni CSS: {text-decoration: underline}. Nezaželeno v HTML 4.01. Obnovljeno v HTML 5.
V HTML5 element u označuje "del besedila s pomočjo neizgovorjene, čeprav točno določene upodobljene, nebesedilne označbe, kot je npr. označevanje pravega imena v kitajskem besedilu (a Chinese proper name mark) ali označevanje napačno črkovanega besedila." V specifikaciji HTML 5 spominjajo razvijalce, da so drugi elementi skoraj vedno primernejši od u in jih svarijo pred uporabo podčrtanega besedila na mestih kjer lahko pride do zamenjave s hiperpovezavo.
U je obstajal v HTML Internet Draft 1.2, standardizirano v HTML 3.2 toda nezaželeno v HTML 4.0 Transitional in napačno v HTML 4.0 Strict. Element u je bil ponovno uveden v HTML 5.
<small>...</small>

V HTML 4, pomanjšana velikost pisave (pomanjšano besedilo). Zapis s CSS: {font-size: smaller}
V HTML 5, element small označuje "stranske komentarje kot je mali tisk."
Standardizirano v HTML 3.2.
<s>...</s>

V HTML 4 se uporablja za prečrtanje (angl. strikethrough) označenega besedila in je enak strike.
V HTML 5, element s označuje informacijo, ki "ni več točna ali ni več ustrezna" in naj se ne zamenjuje z del, ki označuje odstranitev/izbris.
S nezaželeno v HTML 4.0 Transitional in napačno v HTML 4.0 Strict. Element s je bil ponovno uveden v HTML 5.
<big>...</big>

Povečana velikost pisave (povečano besedilo). Zapis s CSS: {font-size: larger}
Standardizirano v HTML 3.2; nepodprto v HTML5.
<strike>...</strike>

Prečrtenje besedila (angl. strikethrough), (Zapis s CSS: {text-decoration: line-through})
STRIKE je bil standardiziran v HTML 3.2; nezaželeno v HTML 4.0 Transitional; napačno v HTML 4.0 Strict.
<tt>...</tt>

Pisava s črkami enake širine, ki je vgrajena v pisalnih strojih (angl. typewriter type). (Zapis s CSS: {font-family: monospace;})
TT je obstajal v HTML Internet Draft 1.2, standardizirano v HTML 2.0; nepodprto v HTML 5.
<font>...</font>

<font [color=barva] [size=velikost] [face=ime pisave]>...</font>
Določi se lahko lastnost color, tip pisave z lastnostjo face in absolutna ali relativna velikost z lastnostjo size .
Primeri (vsi tipi uporab so nezaželeni, uporablja se ekvivalenten CSS, če je to mogoče):
1. <font color="green">besedilo</font> izpiše zeleno besedilo.
2. <font color="#114499">besedilo</font> izpiše besedilo v šestnajstiškem zapisu barv #114499.
3. <font size="4">besedilo</font> izpiše besedilo z velikostjo 4. Velikosti so lahko od 1 do 7. Standardna velikost je 3, razen če ni drugače opredeljeno v elementu <body> ali v drugih značkah.
4. <font size="+1">besedilo</font> izpiše besedilo, ki je za 1 velikost večje od standardne. <font size="-1">besedilo</font> je pomanjšano za 1.
5. <font face="Courier">besedilo</font> izpiše besedilo s pisavo Courier.

Zapis s CSS lastnostmi font:
- <font size="N"> ustreza {font-size: Yunits} (specifikacija HTML ne določa razmerja med velikostjo N in velikostjo enote Y, niti ne določa enote).
- <font color="red"> ustreza {color: red}
- <font face="Courier"> ustreza {font-family: "Courier"}

Standardizirano v HTML 3.2; nezaželeno v HTML 4.0 Transitional; napačno v HTML 4.0 Strict.

#### Span
<span>...</span>

Je vrstični element, ki se uporablja za oblikovanje enega ali več vrstičnih elementov znotraj sekcije, ki jo oklepa. Za oblikovanje elementa se uporabljajo izključno slogovne predloge.
Standardizirano v HTML 4.0.

#### Drugi vrstični elementi
<br>

Preskok v novo vrstico (angl. break).
Standardizirano v HTML 2.0.
<bdo>...</bdo>

Uporablja se za spremembo smeri branja besedila (angl. bidirectional override), od leve proti desni (kar je privzeto) in od desne proti levi ali izmenjaje.
Standardizirano v HTML 4.0.
<cite>...</cite>

Element cite se uporablja za označevanje navedkov ali izjav v navadnem besedilu.
CITE je obstajal v HTML Internet Draft 1.2, standardizirano v HTML 2.0.
<del>...</del>

Izbrisano besedilo. Običajno je prikazano prečrtano: Izbrisno besedilo.
Standardizirano v HTML 4.0.
<ins>...</ins>

Vstavljeno besedilo. Običajno se uporabi za označitev besedila zamenjanega z <del> besedilom. Običajno je prikazano podčrtano: Vstavljeno besedilo.
Standardizirano v HTML 4.0.
Opomba, oba <ins> in <del> elementa se lahko uporabita tudi kot blokovni element: vsebujeta druge blokovne in vrstične elemente. Kakorkoli, ta dva elementa morata biti zaradi dobro-strukturiranega HTML-ja v celoti znotraj njunega starševskega elementa.
<q>...</q>

Vrstični navedek (angl. quote); za nivo bloka glej BLOCKQUOTE. Lahko so gnezdeni.
<q> naj bi v povezavi z CSS avtomatsko prikazal izbrano besedilo v narekovajih.
Lastnost cite podaja vir, ki mora biti v polnem URI formatu.
Standardizirano v HTML 4.0.
Opomba: Daljši vrstični navedki se lahko prikažejo kot zamaknjeni bloki (kot blockquote) z uporabo CSS. Npr., z ustreznim CSS pravilom, ki je povezan z q.lengthy:
<q class="lengthy">Daljši vrstični navedek (npr. 25 besed) gre tukaj...</q>
<script>...</script>

V dokument vstavi skript. Uporablja se v glavi in v telesu dokumenta.
Opomba: <script> sam zase ni niti blokovni niti vrstični element; element vsebuje navodila za dinamično generacijo ali blokovne ali vrstične vsebine.
Standardizirano v HTML 3.2.
<sub>...</sub>
 in <sup>...</sup>

Označi podpisano (angl. subscript) ali nadpisano (angl. superscript) besedilo. (Zapis s CSS: {vertical-align: sub} ali {vertical-align: super}.)
Oba predlagana v HTML 3.0 Drafts; standardizirano v HTML 3.2.
<wbr>

Označba mesta v besedilu, kjer se dopušča prelom vrstice.
Element je bil razširjen (in podprt z večino brskalniki) čeprav je bil nestandardiziran dokler ga niso standardizirali v HTML 5.

### Slike in objekti
<applet>...</applet> (nezaželeno)

Vstavlja Java aplet. Nezaželeno v korist <object>, ker se lahko uporablja le z Java apleti.
Standardizirano v HTML 3.2; nezaželeno v HTML 4.0 Transitional; napačno v HTML 4.0 Strict.
<area>

Razdeli element map na dva ali več delov, ki so občutljivi na miškine dogodke. Lastnost določa nadaljnje dogajanje. Če je to hiperpovezava (href), se bo v brskalnik naložila ciljna stran.
Standardizirano v HTML 3.2.
<img>

Uporablja ga uporabniški agent za vrivanje slike v dokument. Lastnost src pove URL slike. Lastnost alt prikaže alternativno besedilo, če brskalnik ne more naložiti slike, ki je povezana s to stranjo. V novejših brskalnikih se pojavi kot kratek opis slike, če z miško nekaj sekund počivamo na njej in če napis ni določen z lastnostjo title. Po standardu je navedba te lastnosti obvezna. img je predlagal Marc Andreessen in je bil implementiran v spletni brskalnik NSCA Mosaic.
IMG je obstajal v HTML Internet Draft 1.2, standardizirano v HTML 2.0.
<map>...</map>

Določi skupino aktivnih območij na sliki.
Standardizirano v HTML 3.2.
<object>...</object>

Vključi se lahko vse večpredstavne tipe datotek, tip je opredeljen z lastnostjo type. Ta je lahko kateregakoli MIME-tipa, ki ga uporabniški agent razume, kot je vključitev HTML strani, datoteke s katero upravlja plug-in kot je Flash, Java aplet, zvočne datoteke, itd.
Standardizirano v HTML 4.0.
<param>

Originalno je bil vpeljan z elementom applet, danes pa naj bi se vedno uporabljal le kot otrok elementa object. Za določitev parametrov za objekt uporablja lastnosti, npr. širino, višino, font, barvo ozadja, itd., odvisno od tipa objekta. Objekt lahko vsebuje več parametrov. Sam HTML ne predpisuje katere vrednosti potrebuje nek aplet ali nek drug predmet.
Standardizirano v HTML 3.2.

### Obrazci
Obrazec (angl. form) je neke vrste orodje, s katerim obiskovalci spletnih strani lahko pošljejo podatke, komentarje, predloge, itd; v dokumentu je lahko to preprost HTML ali pa HTML povezan s skriptami. S HTML jezikom se opredeli elemente, ki bodo sestavljali obrazec in metodo, ki določa način prenosa podatkov.
(Ti elementi so lahko blokovni ali vrstični in so zbrani skupaj na tem mestu, ker je njihova uporaba bolj omejena kot to velja za druge vrstične ali blokovne elemente.)
<form action="url">...</form>

Element form ponazarja ogrodje obrazca. Med njegove najpomembnejše lastnosti spadajo method, ki določa način prenosa podatkov do strežnika, enctype določa način kodiranja podatkov, action pa naslov programa, ki bo obdelal v obrazec vnesene podatke.
Standardizirano v HTML 2.0.
<button>...</button>

V obrazcu naredi gumb. Znotraj gumba se lahko nahaja razna vsebina (npr. slika ali drugi HTML element).
Standardizirano v HTML 4.0.
<fieldset>...</fieldset>

Definira skupino polj. Skupina se obnaša kot celota, tako da jo je lažje prestavljati in oblikovati. Npr, zaporedje povezanih kontrol se lahko umesti znotraj fieldset, ki vsebuje element legend (naslov skupine).
Standardizirano v HTML 4.0.
<input>

Element input določa vnosno polje obrazca.
Standardizirano v HTML 2.0.
Input Type:
 type="checkbox"
Kvadratek za potrditev - lahko je vklopljeno ali izklopljeno.
 type="radio"
Radijski gumb. Omogoča izbiro eno izmed več možnosti. Vsako polje je lahko vklopljeno ali izklopljeno, pri čemer je vklopljeno lahko največ eno polje v skupini. Vsa polja v skupini morajo imeti enako ime.
 type="button"
Splošno namenski gumb. Lastnost value določa napis na gumbu. Če je mogoče, naj se namesto tega uporabi element <button>, ker omogoča bogatejše možnosti.
 type="submit"
Gumb za konec vnosa.
 type="image"
Slikovni gumb. Z lastnostjo src se lahko določi tudi URL slike.
 type="reset"
Gumb za nastavitev začetnega stanja s katerim se lahko kadarkoli vzpostavi začetno stanje vseh polj v obrazcu.
 type="text"
Polje za vnos kratkega besedila. Lastnost size določi širino polja v znakih, lastnost maxlength pa omeji število znakov, ki se jih lahko vpiše v to polje.
 type="password"
Polje za vnos gesla. Razlika med tem in gumbom za vnos kratkega besedila je, da se vneseni znaki, ne vidijo (namesto njih se prikazujejo zvezdice ali krogci, odvisno od operacijskega sistema). Omeniti je treba, da se geslo pošlje kot čisti tekst in, da je treba zagotoviti varni transportni protokol kot je HTTPS.
 type="file"
Polje za izbiro datoteke (omogoči prenos datoteke v strežnik).
 type="hidden"
Skrito polje uporabnik ne more videti, niti mu ne more spremeniti vrednosti. Polje se uporablja za nastavitev vrednosti, ki se jih v vsakem primeru želi poslati v strežnik. To je lahko, npr. podatek, ki ga je spletni uporabnik vnesel ali izbral v prejšnjem obrazcu.
<isindex> (nezaželeno)

Element isindex se lahko pojavi v glavi ali v telesu dokumenta, ampak samo enkrat.
Isindex je deloval kot preprosto HTML vnosno polje za iskanje; toda de-facto je postal zastarel z uvedbo naprednejših HTML obrazcev v zgodnjih 1990-ih letih. Prikazuje seznam hiperpovezav sestavljenih na podlagi URI.
ISINDEX je obstajal v HTML Tags; standardizirano v HTML 2.0; nezaželeno v HTML 4.0 Transitional; napačno v HTML 4.0 Strict.
<label for="id">...</label>

Uporablja za spojitev tekstovne oznake z določenim kontrolnim elementom v obrazcu (npr. radijskim gumbom).
Standardizirano v HTML 4.0.
<legend>...</legend>

Uporablja za naslov več elementov obrazca, ki so združeni s fieldset.
Standardizirano v HTML 4.0.
<option value="x">

Ustvari besedilo, ki se prikaže v seznamu možnosti select.
Standardizirano v HTML 2.0.
<optgroup>...</optgroup>

Določa skupino opcij option v seznamu možnosti select.
Standardizirano v HTML 4.0.
<select name="xyz">...</select>

Ustvari izbirni seznam iz katerega lahko uporabnik izbere eno možnost. Lahko je v obliki spustnega menija (dropdown list).
Standardizirano v HTML 2.0.
<textarea rows="8">...</textarea>

Večvrstično polje za vnos daljšega besedila; z lastnostima rows in cols določimo velikost polja (število vrstic in stolpcev v znakih).
Standardizirano v HTML 2.0.

### Tabele
Format HTML tabel je bil predlagan v HTML 3.0 Drafts in kasneje v RFC 1942 HTML Tables. Nekateri elementi iz tega predloga so bili vključeni v HTML 3.2; današnji format HTML tabel je bil standardiziran v HTML 4. (Veliko elementov, ki se uporabljajo znotraj tabel, niso niti blokovni niti vrstični elementi.)
<table>...</table>
Tabela se sestavi s pomočjo bloka table. V HTML Transitional je možno uporabiti več lastnosti, toda večina jih je neveljavnih v HTML Strict in se lahko nadomestijo z CSS slogi.
Proposed in the HTML 3.0 Drafts; standardizirano v HTML 3.2.
<tr>...</tr>
Vsak blok <tr>...</tr> (angl. table row) vsebuje eno vrstico v tabeli.
Predlagano v HTML 3.0 Drafts; standardizirano v HTML 3.2.
<th>...</th>
Naslovna celica stolpca(angl. table header); vsebina je običajno izpisana poudarjeno in centrirano. Glasovni uporabniški agenti lahko uporabijo za te postavke glasnejši glas.
Predlagano v HTML 3.0 Drafts; standardizirano v HTML 3.2.
<td>...</td>
Celica s podatki v tabeli (angl. table data).
Predlagano v HTML 3.0 Drafts; standardizirano v HTML 3.2.
<colgroup>...</colgroup>
Določa skupino stolpcev v tabeli (angl. column group).
Predlagano v HTML Tables; standardizirano v HTML 4.0.
<col> ali <col/>
Določa stolpec v tabeli (angl. column).
Predlagano v HTML Tables; standardizirano v HTML 4.0.
<caption>...</caption>
Poimenovanje tabele (angl. caption).
Predlagano v HTML 3.0 Drafts; standardizirano v HTML 3.2.
<thead>...</thead>
Skupina vrstic v tabeli, ki predstavljajo glavo tabele (angl. table header). Ta element lahko uporabijo uporabniški agenti za ponovitev, če se tabela razlomi čez več strani (za tiskanje ali druge medije z oštevilčenimi stranmi).
Predlagano v HTML Tables; standardizirano v HTML 4.0.
<tbody>...</tbody>
Določa del tabele, kjer so prikazani podatki (angl. table body).
Predlagano v HTML Tables; standardizirano v HTML 4.0.
<tfoot>...</tfoot>
Določa skupino vrstic v tabeli, ki predstavljajo konec tabele. Tako kot <thead> lahko ta element uporabijo uporabniški agenti za ponovitev, če se tabela razlomi čez več strani (za tiskanje ali druge medije z oštevilčenimi stranmi).
Predlagano v HTML Tables; standardizirano v HTML 4.0.

## Okvirji
Z okvirji (angl. frames) razdelijo okno grafičnega HTML brskalnika na več samostojnih površin; vsak segment lahko prikaže drug dokument. V enem izmed okvirjev se običajno prikaže povezave z izbirami, v drugem pa poljubna vsebina.
V HTML 4.01 lahko dokument vsebuje head in body ali head in frameset, toda ne obeh body in frameset. Kakorkoli, v telesu dokumenta se lahko uporablja iframe.
<frameset>...</frameset>
Razdeli spletno stran na več samostojno delujočih strani/okvirjev. Postavitev okvirjev se določi z lastnostima rows in cols.
Standardizirano v HTML 4.0 Frameset, zastarelo v HTML 5.
<frame> ali <frame/>
Znotraj frameset določi obliko samostojnega okvirja. V okvirju se prikaže ločen dokument povezan z lastnostjo src.
Standardizirano v HTML 4.0 Frameset, zastarelo v HTML 5.
<noframes>...</noframes>
Podatki zapisani v tem bloku so vidni tudi v uporabniških agentih, ki ne podpirajo dela z okvirji.
Standardizirano v HTML 4.0 Transitional, zastarelo v HTML 5.
<iframe>...</iframe>
Iframe omogoča, da v en HTML dokument vstavimo zunanje objekte, vključno z drugimi HTML dokumenti. Je medvrstični okvir ('angl. 'inline frame), v katerem se prikaže drug objekt. Temu okvirju se določi pozicijo, višino, širino, obrobo,…
Prvič predstavljeno v Microsoft Internet Explorer leta 1997, standardizirano v HTML 4.0 Transitional, dovoljeno v HTML 5.

## Zgodovinski elementi
Sledeči elementi so bili del zgodnejšega HTML razvoja Tima Berners-Leeja iz let 1989–91; omenjeni so bili v HTML Tags, toda nezaželeni v HTML 2.0 in niso bili nikoli del HTML standardov.
<listing>...</listing> (zastarelo)
<plaintext> (zastarelo)
<xmp>...</xmp> (zastarelo)
Ti elementi so bili uporabljeni za prikaz besedila z znaki enake širine; njihova uporaba je bila nadomeščene z pre.
plaintext ne more imeti končne značke – s tem elementom se prepove oblikovanje pisave vse od mesta ukaza pa do konca dokumenta.
Ti so obstajali v HTML Tags; nezaželeno v HTML 2.0; napačno v HTML 4.0.
<nextid>...</nextid> (zastarelo)
Ta element je bil povezan z originalnim NeXT http strežnikom in se ni več uporabljal, ko se je splet razširil na druge sisteme.
nextid je obstajal HTML Tags (opisano kot zastarelo); nezaželeno v HTML 2.0; napačno v HTML 3.2 in kasneje.

## Nestandardizirani elementi
To poglavje vsebuje nekatere splošno razširjene zastarele elemente, kar pomeni da se jih danes ne sme več uporabljati. Nekateri uporabniški agenti jih ne podpirajo.
<blink>...</blink> (zastarelo)
Utripanje označenega besedila. To se lahko doseže z CSS kjer je to podprto: {text-decoration: blink} (Ta efekt ima lahko negativne posledice za ljudi s fotosenzitivno epilepsijo; uporaba tega elementa v javnem spletu mora slediti ustreznim smernicam.)
<marquee>...</marquee>
Premikanje besedila po traku prek spletne strani. To se lahko naredi s pomočjo skript. (Ta efekt ima lahko negativne posledice za ljudi s fotosenzitivno epilepsijo; uporaba tega elementa v javnem spletu mora slediti ustreznim smernicam.) Na voljo so tri izbire: Alternate, Scroll in slide. Doda se lahko tudi Scrolldelay.
<nobr>...</nobr> (zastarelo)
Prepove besedilu samodejen preskok v novo vrstico. To se lahko naredi s CSS: {white-space: nowrap;}
<noembed>...</noembed> (zastarelo)
Določi alternativno vsebino, ki se pokaže, če ne deluje prikaz vstavljenih predmetov. Element je nadomeščen z vsebino elementa embed ali object.

## Prej zastareli toda vrnjeni v HTML 5
<embed>...</embed>
Vrine v dokument nestandardni objekt (kot je applet) ali zunanjo vsebino (tipično ne-HTML). Nezaželeno v HTML 4 v prid elementu object, kasneje je bil element vrnjen v specifikacije HTML 5
<menu>...</menu>
Seznam menu. Uporablja se za predstavitev elementov seznama, ki niso daljši od ene vrstice.
MENU je obstajal v HTML Tags in je bil standardiziran v HTML 2.0; nezaželen v HTML 4.0 Transitional; napačen v HTML 4.0 Strict; toda potem ponovno uveden v HTML 5.

## Komentarji
<!-- Komentar -->
Komentar značka se uporablja znotraj HTML dokumenta. Brskalnik bo ignoriral vse, kar je napisano v komentarju, tudi če so to opisi drugih elementov. Razteza se lahko tudi čez več vrstic. Zaradi kompatibilnosti z brskalniki izpred leta 1995, je vsebina elementov style in script včasih še vedno obdana z razmejilnikoma komentarja.
Komentarji se ne morejo gnezditi: zapis <!--Xbegin<!--Y-->Xend--> bo komentar začel pri Xbegin<!--Y in besedilo Xend--> bo izven komentarja.

### HTML standardi
HTML 2.0:
Berners-Lee, T.; Connolly, D. (november 1995). »Hypertext Markup Language - 2.0 (RFC 1866)«. IETF. Pridobljeno 24. marca 2009.{{navedi splet}}:  Vzdrževanje CS1: samodejni prevod datuma (povezava)
HTML 3.2:
Raggett, Dave (14. januar 1997). »HTML 3.2 Reference Specification«. W3C. Pridobljeno 27. marca 2009.
HTML 4.01:
Raggett, Dave; Le Hors, A; Jacobs, I. (24. december 1999). »HTML 4.01 Specification«. W3C. Pridobljeno 24. marca 2009. (HTML 4.01 is the updated form of HTML 4.0.)
XHTML 1.0:
»XHTML 1.0: The Extensible HyperText Markup Language (Second Edition)«. W3C. 26. januar 2000. Pridobljeno 24. marca 2009.
XHTML 1.1:
Altheim, M.; McCarron, S., ur. (31. maj 2001). »XHTML 1.1 - Module-based XHTML«. W3C. Pridobljeno 25. marca 2009.

### Drugi viri
HTML Tags:
Berners-Lee, T. (3. november 1992). »HTML Tags«. Pridobljeno 28. marca 2009. (Part of the first published description of HTML.)
HTML Internet Draft 1.2:
Berners-Lee, T.; Connolly, D. (Junij 1993). »Hypertext Markup Language (HTML)« (text). Pridobljeno 28. marca 2009.
HTML 3.0 Drafts:
Raggett, Dave (24. marec 1995). »HyperText Markup Language Specification Version 3.0 (draft)«. Pridobljeno 18. aprila 2009. (This is the final draft of HTML 3.0, which expired without being developed further.)
HTML Tables:
Raggett, Dave (Maj 1996). »HTML Tables«. RFC 1942. IETF. Pridobljeno 22. marca 2009.
XML 1.0:
Bray, T; Paoli, J; Sperberg-McQueen, CM; Maler, E; Yergeau, F, ur. (26. november 2008). »Extensible Markup Language (XML) 1.0 (Fifth Edition)«. W3C. Pridobljeno 20. marca 2009.
CSS:
Lie, H.W.; Bos, B. (11. april 2008). »Cascading Style Sheets, level 1 (revised 2008-04-11)«. W3C. Pridobljeno 5. aprila 2009.